# گورستان کرفه
گورستان کرفه مربوط به دوره عیلامیان است و در شهرستان پل‌دختر، بخش مرکزی، دهستان ملاوی، ۲/۵ کیلومتری غرب روستای پران پرویز واقع شده و این اثر در تاریخ ۲۸ اسفند ۱۳۸۵ با شمارهٔ ثبت ۱۸۴۳۲ به‌عنوان یکی از آثار ملی ایران به ثبت رسیده است.